# Duinwasplaat
De duinwasplaat (Hygrocybe conicoides) is een schimmel behorend tot de familie Hygrophoraceae. Hij groeit op de grond. Hij komt voor op droge, open, mosrijke, grazige plaatsen in de kustduinen op kalkhoudend zand, vaak langs schelpenpaden.

## Kenmerken

### Uiterlijke kenmerken
Hoed
De hoed heeft een diameter van 12 tot 40 mm. De kleur is oranje, geel of rood. De vorm is grote lijnen kegelvormig en meestal. Het oppervlak is bij droog weer zijdeachtig maar vettig bij vochtige omstandigheden. De hoeden worden slechts licht en langzaam zwart op plaatsen naarmate de leeftijd vordert of bij snijden of kneuzen.
Lamellen
De lamellen zijn roze geel en staan redelijk dicht bij elkaar. Er zijn 28-35 lamellen die tot aan de steel reiken. Er zijn tussenlamellen aanwezig (L= (0-)l(-3)). Ze zijn aangehecht aan de steel of staan vrij.
Steel
De steel is tussen 2 en 7 cm lang en de dikte is typisch 5 tot 10 mm. De kleur is geel en wordt langzaam zwart met de leeftijd of bij snijden. Hij heeft vezelige longitudinale strepen.
Sporenprint
De sporenprint is wit.

### Microscopische kenmerken
De sporen zijn meestal cilindrisch of allantoïde (worstvormig), vaak versmald met een stompe hilaire aanhangsel, hyaliene, inamyloïde en meten 10-13 × 5-6,9 μm. Het Q-getal is 1,6-2,7 en Q-avg is 2,0 tot 2,2. De basidia meten 28-45 x 8-12 um (Q-getal is 3,0 tot 4,5). Er zijn geen cystiden aanwezig. Er zijn soms basidiolen aanwezig, sublageniform tot clavate. De pileipellis is een cutis tot ixocutis, tot 30 μm dik, met hyfen van 4-8 μm breed. Er zijn gespen aanwezig.

## Vergelijkbare soorten
De duinwasplaat vertoont sterke gelijkenis met de zwartwordende wasplaat (Hygrocybe conicoides), maar deze heeft geen rode kleur op de lamellen en wordt sneller zwart en dan zowel hoed als steel in plaats van alleen de steel. Ook heeft de zwartwordende wasplaat bredere sporen (Q-avg is 1,5 tot 1,9 tov 2,0 tot 2,2).

## Verspreiding
De duinwasplaat komt met name voor in Europa. Er zijn een beperkt aantal vondsten bekend uit Noord-Amerika (oosten), Australië en Nieuw-Zeeland. De duinwasplaat komt matig algemeen voor in Nederland. Hij staat niet op de rode lijst en is niet bedreigd. In Nederland komt hij het meest voor in de kustduinen.